# EToro
eToro är ett israeliskt multinationellt företag för social trading och investeringar med flera tillgångar som fokuserar på att tillhandahålla finansiella tjänster och copy trading. Huvudkontoret ligger i centrala Israel och företaget har registrerade kontor på Cypern, Storbritannien, USA och Australien, Tyskland och Förenade Arabemiraten. I maj 2025 var företaget värt 5,64 miljarder dollar. Företaget har varit kritiserat för att använda sig av inaktivitetsavgifter, där användare som inte varit aktiva på 1 år debiteras en avgift till dess att de loggar in på plattformen.

## Historik
eToro grundades som RetailFX 2007 i Tel Aviv, av bröderna Yoni Assia och Ronen Assia, tillsammans med David Ring.
Mellan 2007 och 2013 samlade företaget in 31,5 miljoner dollar i fyra finansieringsrundor. I december 2014 samlade eToro in 27 miljoner dollar från ryska och kinesiska investerare. Tre år senare blev eToro och CoinDash partner för att utveckla Blockchain-baserad social handel. Och 2018 samlade eToro in ytterligare 100 miljoner dollar i en privat finansieringsrunda. Sammantaget har värdepappersföretag, såsom CommerzVentures, Spark Capital, SBI Holdings, Sberbank, Korea Investment Partners, Ping An Insurance, BRM Group och China Minsheng Financial Holdings, investerat mer än 162 miljoner dollar i eToro, enligt företaget själva.
År 2020 förvärvade företaget Marq Millions, den brittiska avdelningen av e-money, som sedan bytte namn till eToro Money. Företaget fick också ett primärt medlemskap i Visa och en licens för institut för elektronisk valuta (EMI) från Financial Conduct Authority. I december 2021 lanserade företaget eToro Money-debetkortet för invånare i Storbritannien som innefattar utfärdandet av ett VISA-debetkort till användarna.
I mars 2021 meddelade eToro att man planerar att bli ett offentligt företag genom en SPAC-fusion på 10,4 miljarder dollar.

## Företaget
eToros huvudkontor ligger i Limassol, London, och Tel Aviv, tillsammans med regionkontor i Sydney, Hoboken, Hong Kong och Peking. eToro regleras av CySEC-myndigheten i EU. Det är auktoriserat av FCA (Financial Conduct Authority) i Storbritannien, av FinCEN (Financial Crimes Enforcement Network) i USA och av ASIC (Australian Securities & Investments Commission) i Australien. Företaget rapporterar verksamhet i 140 länder. I mars 2022 hade eToro 27 miljoner användare och 2,4 miljoner finansierade konton.

## Marknadsföring och expansion
I augusti 2018 tillkännagav eToro ett sponsoravtal med sju Premier League-lag, inklusive Tottenham Hotspur, Brighton & Hove Albion FC, Cardiff City FC, Crystal Palace FC, Leicester City FC, Newcastle United FC och Southampton FC. Premier League 2019-20 med Aston Villa FC och Everton FC ansluter sig till Southampton FC, Tottenham Hotspur F.C., Crystal Palace F.C. och Leicester City F.C.
År 2018 tillkännagavs att Game of Thrones-skådespelaren Kristian Nairn skulle presenteras i en reklamkampanj för eToro. Den släpptes oktober 2018 på Youtube och presenterade internet-memen 'HOD L'.
År 2019 hade företaget ett sponsoravtal med det amerikanska KTM-laget från MotoGP, Ultimate Fighting Championship, den franska tennisspelaren Gael Monfils och den tyska fotbollsklubben Eintracht Frankfurt. År 2020 lanserades tolv nya sponsoravtal med brittiska, tyska, franska och danska idrottsklubbar, inklusive West Bromwich Albion, Burnley, FC Augsburg, 1. FC Köln, Hamburger SV (Bundesliga 2), Union Berlin, VfL Wolfsburg, AS Monaco och FC Midtjylland. I oktober 2020 tillkännagav Rugby Australia att eToro skulle vara en presenterande partner för Rugionsserien Tri Nations 2020 och utvidga den 2021 till att vara den största partnern i tre år. Företaget lanserade också partnerskap med Formula E:s DS Techeetah-team 2021.